# Skyland
- Para a comunidade homónima no estado de Nevada, consulte o artigo Skyland

Skyland é uma animação que conta a história de duas crianças em 2251 lutando para salvar o mundo da devastação.
Foi desenvolvida em França em colaboração com o Canadá e Luxemburgo, para os canais France 2, Teletoon, NickToons Network, ABC e CITV.

## Sinopse
Em 2251, a Terra sofre uma grande explosão e milhões de blocos passam a flutuar no lugar do antigo globo. Alguns desses blocos continuam habitáveis e é neles que os humanos são obrigados a sobreviver. A água é agora o bem mais precioso que os humanos possuem.
A Esfera, um conselho de líderes mundiais, instala uma ditadura que controla a distribuição de água. A imensa força armada é composta por robôs, chamados Daikan, e é comandada por uma elite de força, os Guardiões.
Nesse fascinante e futurístico universo, Mahad e Lena, duas extraordinárias crianças, lutam para libertar sua mãe dos Guardiões. Ao lado de alguns rebeldes, conhecidos como piratas, eles acabam descobrindo o segredo do dia em que nasceram e tornaram-se heróis de uma saga que começou muito tempo antes deles nascerem.
Alguns anos antes, um movimento de resistência havia sido formado, mas a Esfera o oprimiu. O desaparecimento do líder rebelde Marcus Farrell extinguiu a resistência mais poderosa. Somente alguns dos descontentes resistiram e eles estão espalhados pelos mais remotos blocos, distantes da influência da Esfera. Surgem então crianças com poderes extra-sensoriais, os chamados Seijin. A Esfera tem controle sobre todos os Seijin e os encaminha para a Escola dos Guardiões, uma escola que os recruta ao modelo dos Guardiões.
Mila, uma garota Seijin, foge da escola e se junta à resistência rebelde. A jovem Mila se casa com o líder rebelde Marcus Farrell e desse amor nascem dois filhos, Mahad e Lena. Ao mesmo tempo, um jovem Seijin se torna o mais treinado Guardião, líder das forças militares e da polícia da Esfera. Marcus e Mila parecem realizar uma antiga profecia contando o renascimento de Skyland, como resultado do aumento da esperança entre rebeldes.
Mas pouco antes do aniversário de Lena, Marcus e a maior parte dos rebeldes desaparecem durante a maior ofensiva contra a Esfera. Toda a esperança da resistência vai a baixo. Esses imprevistos levam Mila a se retirar da cena política e criar seus filhos sob uma nova identidade: como uma simples fazendeira.

## Produção
A produção é franco-canadense, criada pelos estúdios Method Films e usa a técnica de computação gráfica, cel-shading que dá ao desenho o aspecto de ter sido feito à mão, além do motion capture, onde os atores são obrigados a usar uma roupa especial que capta os movimentos corporais e enviam para o computador.